# Сахни, Бгишам
Бгишам Сахни (хинди भीष्म साहनी; 8 августа 1915, Равалпинди, Британская Индия — 11 июля 2003, Дели) — индийский писатель

 и драматург, переводчик, редактор, общественный деятель. Доктор наук.

## Биография
Родился в семье состоятельного торговца тканями в Равалпинди. Брат актёра Балраджа Сахни.
Обучался в государственном колледже в Лахоре, где в 1937 году получил степень магистра английского языка. Продолжил учёбу в Халса-колледже в Амритсаре. В 1958 году получил степень доктора наук в Пенджабском университете. Свободно владел английским, пенджаби, урду, санскритом.
Марксист. Участник Индийского национально-освободительного движения. В 1942 году был арестован. После освобождения Сахни поселился в Амритсаре.
В конце 1940-х годов вместе с братом переехал в Бомбей, где работал актёром в Индийском народном театральном обществе. В 1950 году отправился в Дели, где работал преподавателем в местном колледже. В 1957 году по приглашению Советского Союза приехал в Москву, где работал переводчиком с русского языка на хинди. В 1963 году вернулся в Индию. За время нахождения в СССР перевёл около 25 книг российских и советских классиков.
В 1965—1967 годах — главный редактор журнала «Новая история». Избирался генеральным секретарём Прогрессивной ассоциации писателей, был основателем и главой «SAHMAT» — организации содействия межкультурному взаимопониманию, основанной в память убитого театрального художника Сафдара Хашми.
С 1980 года снялся в нескольких кинофильмах — «Призывы к Мохан Джоши» (1984), «Темнота» (1986), «Касба» (1991), «Маленький Будда» (1993), «Мистер и миссис Айер» (2002).
В 1993 году был членом совета литературной Академии Индии (до 1997).
Его сын Варун Сахни стал астрофизиком.

## Творчество
Бгишам Сахни — автом более сотни рассказов, 5 романов, ряда новелл. Самым известным его произведением является Tamas («Тьма», 1974), посвящённое Индо-пакистанской войне 1947—1948 годов, которое было отмечено премией Академии Сахити (Сахитья). В 1986 году по его мотивам снят кинофильм, в котором сыграл сам автор. Также известными являются произведения «Бхагья Рекха», «Пахла Патх», «Бгатакти Ракхем», «Нисчар», «Гулали ка хель», «Поезд достиг Амритсаре», «Волшебная кисточка». Также является автором автобиографии и многих детских книг.
Создал 5 театральных пьес («Хануш», 1977), «Мадхава», 1982), популярных до сих пор, которые выдержали несколько постановок.

## Награды
- Падма бхушан (1998)
- Премия Литературной академии Индии (1975)
- Lotus Prize for Literature (1981)
- Премия правительства штата Уттар-Прадеш
- Стипендиат Академии Сахити
- Премия «Цвет нации» на Международном театральном фестивале в России за спектакль «Мадхави» (2004)
- Премия Мадхья-Прадеш имени Кала Сахития Паришада за пьесу «Хануш»
- Академическая премия Sangeet Natak (2001)
- Премия Академии Сахити (2002)
- Национальная премия им. Сайеда лучшему писателю на хинди (2002) и др.